# King's German Legion
La King's German Legion o KGL (ovvero Legione tedesca del Re in inglese) era un'unità dell'esercito del Regno Unito composta per intero da soldati di origine tedesca; costituita nel 1803 con i membri del disciolto esercito dell'Elettorato di Hannover, l'unità si espanse sempre di più fino a diventare un piccolo esercito in miniatura, che incorporava reparti di fanteria, cavalleria ed artiglieria. Prestò servizio praticamente ininterrottamente durante tutto il periodo delle guerre napoleoniche, distinguendosi in particolare durante la guerra d'indipendenza spagnola e la battaglia di Waterloo; venne infine sciolta nel 1816.

## Storia
Le prime unità della King's German Legion vennero formate in Gran Bretagna sul finire del 1803, sfruttando il flusso crescente di soldati ed ufficiali del disciolto esercito dell'Hannover espatriati nel Regno Unito: il sovrano dell'Hannover era lo stesso Giorgio III del Regno Unito, e per tale ragione il piccolo stato tedesco era stato occupato dai francesi nel giugno del 1803, a seguito della ripresa della guerra tra i due stati dopo la rottura della pace di Amiens. Inizialmente, venne deciso di reclutare tra questi uomini un contingente di fanteria leggera, denominato The King's German Regiment; nel dicembre dello stesso anno il reggimento originario venne notevolmente espanso, fino a diventare una legione multiarma. Al momento della sua massima espansione, la KGL comprendeva:
- due reggimenti di dragoni
- tre reggimenti di ussari
- due battaglioni di fanteria leggera
- otto battaglioni di fanteria di linea
- due batterie di artiglieria a cavallo
- quattro batterie di artiglieria a piedi
- un'unità di genieri

Più di 28.000 uomini servirono nella KGL nel corso della sua storia; la legione era ritenuta una delle unità migliori dell'intero esercito britannico, ed in particolare i suoi ufficiali erano ritenuti di gran lunga più professionali dei loro omologhi britannici.

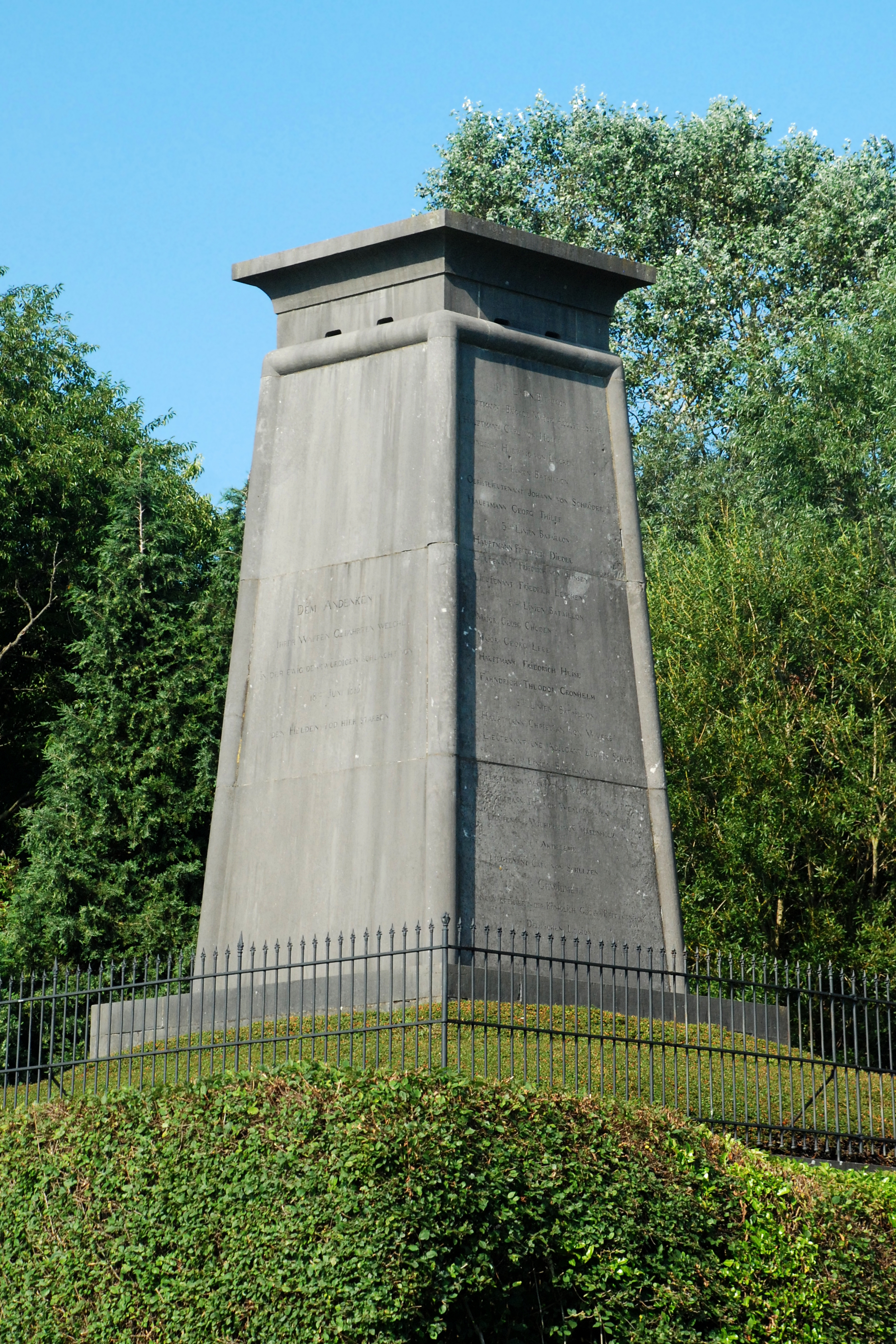
Monumento agli hannoveriani a Waterloo (1818).

L'unità non combatté mai in modo autonomo, ma le sue varie componenti, inserite in unità britanniche, parteciparono a tutte le maggiori operazioni militari condotte dal Regno Unito in Europa durante il periodo napoleonico: la spedizione in Pomerania e la battaglia di Copenaghen (agosto - settembre 1807), la spedizione di Walcheren (luglio - dicembre 1809), la difesa della Sicilia (dove i primi reparti della KGL arrivarono nell'aprile del 1808, rimanendovi fino al 1814), ma soprattutto la "guerra peninsulare" in Spagna e Portogallo, dove la legione prestò servizio sia nell'armata di sir John Moore che nell'armata del Duca di Wellington. Unità della legione vennero coinvolte a vario titolo in tutti i maggiori scontri della campagna a partire dal 1808, dalla battaglia di La Coruña alla battaglia di Talavera, e dalla battaglia di Albuera alle battaglie di Salamanca e di Vitoria, concludendo la campagna in territorio francese nell'aprile del 1814; durante la campagna si mise particolarmente in luce il generale di brigata Charles Alten (o Carl August von Alten), comandante della brigata leggera della legione.
Le truppe della KGL e altri reparti dell'Hannover formavano 11 delle 21 brigate che componevano l'armata di Wellington durante la campagna del giugno 1815; i dragoni della KGL coprirono la ritirata dell'armata alleata dopo la battaglia di Quatre-Bras il 16 giugno, mentre la legione al completo prese parte alla battaglia di Waterloo il 18 giugno seguente: in particolare, sei compagnie del 2nd Light Infantry Battalion della legione si distinsero nella difesa della fattoria della La Haie Sainte, cedendo solo dopo aver terminato le munizioni e soffrendo gravissime perdite. Dopo questa battaglia, ebbe termine il periodo di servizio della legione con le forze britanniche: nel dicembre del 1815, l'unità venne trasferita al regno dell'Hannover, e nel maggio del 1816 venne ufficialmente sciolta.